# ری اوانز (بازیکن فوتبال، زاده۱۹۲۹)
ری اوانز (انگلیسی: Ray Evans؛ 8 October 1929 – ۲۰۰۵ (۷۵−۷۶ سال)) بازیکن فوتبال بود.
از باشگاه‌هایی که در آن بازی کرده‌است می‌توان به باشگاه فوتبال استوک سیتی اشاره کرد.